# Język bedża
Język bedża – język z rodziny afroazjatyckiej, najczęściej zaliczany do podrodziny kuszyckiej, używany przez ponad 1 mln ludzi wzdłuż wybrzeży Morza Czerwonego w południowym Egipcie (około 77 tys.) i Sudanie (ok. 950 tys.) oraz Erytrei (ok. 120 tys.). Zaświadczony w dokumentach historycznych już za czasów faraonów.
Język ten dzieli bardzo niewiele słownictwa z innymi językami kuszyckimi i niektórzy językoznawcy (np. Robert Hetzron) uznają go raczej za język izolowany w obrębie rodziny afroazjatyckiej. Z drugiej strony na bliski związek języka bedża z językami kuszyckimi wskazuje jego budowa morfologiczna.